# 2nd Civil Affairs Group
Le 2e Groupe des affaires civiles (2nd CAG) est une unité des affaires civiles (CA) du Corps des Marines des États-Unis. Il est basé à Naval Support Facility Anacostia, Washington, DC et fait partie du Groupe de quartier général de la Force de réserve des Marines. Le 2nd CAG prend principalement en charge le II MEF. L'unité a été désactivée en juin 2019 et transformée en Alpha Corps Marine Advisor Company (MCAC) et Marine Corps Advisor Company Bravo. 

## Organisation
Le 2e CAG est commandé par un colonel et l'unité compte 38 officiers des Marines, 85 Marines engagés, 4 officiers de marine et 1 marin engagé L'unité se compose d'un détachement de quartier général et de quatre détachements opérationnels. Le détachement du quartier général contient également une section d'état-major du G9 de 24 Marines prêts à se mobiliser rapidement pour soutenir une brigade ou une unité plus importante. 

## Histoire
Le 1er octobre 2013, le 2nd CAG a été transformé en 4e Groupe des affaires civiles. En juin 2019, l'unité a été désactivée et réintégrée dans le 4e groupe des affaires civiles. 

## Membres notables
- Charles Lollar, candidat au poste de gouverneur du Maryland
- Le colonel Lawrence Kaifesh s'est présenté au Congrès américain dans le district IL-8.